# Maksymilian Węgrzyn
Maksymilian Węgrzyn (ur. 5 października 1867 w Warszawie, zm. 29 czerwca 1916 w Moskwie) – polski aktor teatralny, reżyser.

## Życiorys

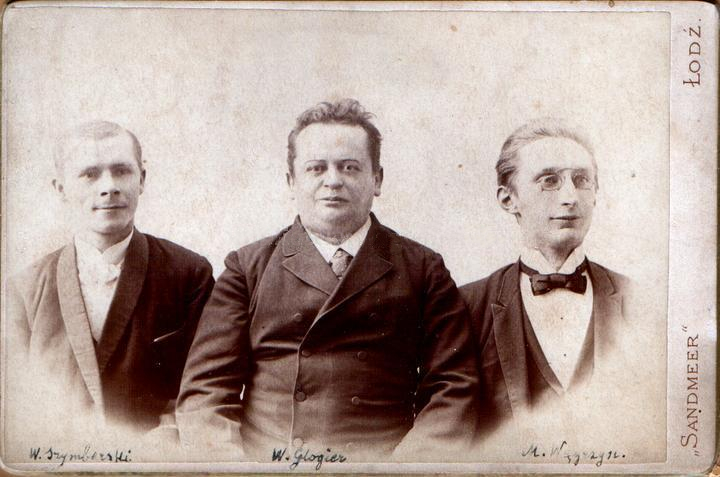
Od lewej: Wacław Szymborski, Władysław Gloger i Maksymilian Węgrzyn

Uczył się u Anastazego Trapszy i w jego zespole debiutował latem 1887 w warszawskich teatrach ogródkowych Promenada. W 1888 występował w zespole Lucjana Dobrzańskiego i Jana Reckiego, m.in. w warszawskich teatrach ogródkowych Alhambra i w Radomiu, następnie w warszawskich teatrach ogródkowych Alhambra (1889) i Promenada (1891) oraz w zespołach Karola Kremskiego w Łowiczu (1891) i Czesława Janowskiego w Łodzi (1892–93). 
W 1893 został wydalony z zaboru rosyjskiego i wyjechał do Galicji. Od jesieni 1893 do 1900 należał do zespołu w Teatrze Miejskim w Krakowie. W latach 1900–1906 występował na deskach Teatru Miejskiego we Lwowie, był tam też sekretarzem i jednym z reżyserów. Z lwowskim zespołem występował w 1905 w Kijowie. W 1906, gdy dyrektorem lwowskiego teatru przestał być Tadeusz Pawlikowski, Węgrzyn wrócił do Teatru Miejskiego w Krakowie, gdzie grał do 1912. W 1907 (od czerwca do sierpnia) występował gościnnie w Teatrze Małym w Warszawie. 
Był jednym z organizatorów i pierwszym prezesem powstałego w 1910 Związku Artystów i Artystek Teatrów Polskich w Galicji.
W 1912 został zaangażowany przez Arnolda Szyfmana do nowo powstałego Teatru Polskiego w Warszawie. Z zespołem tego teatru brał udział w jesiennym tournée po Rosji. 29 stycznia 1913 wystąpił na premierze inaugurującej działalność tego teatru, którą był Irydion Zygmunta Krasińskiego w inscenizacji i reżyserii dyrektora. Tytułową rolę grał jego brat Józef. Od stycznia 1913 do jesieni 1914 był aktorem i reżyserem tego teatru. 
Reżyserował m.in. sztukę Zabobon, czyli Krakowiacy i Górale Jana Nepomucena Kamińskiego, w której wystąpił razem z bratem. Choć to brat zrobił ogromną karierę i stał się później amantem filmowym, Maksymilian był uważany za równie dobrego aktora.
W 1915 organizował Teatr Komedia w Warszawie (działający od 27 marca 1915 do 16 maja tego roku). Odbywały się tam przedstawienia kabaretu Żywa Mucha, wystawiano jednoaktówki i wodewile. 
W 1915 został odcięty przez front od Warszawy i zaangażował się do Teatru Polskiego w Kijowie. Wkrótce choroba spowodowała, że musiał zaprzestać występów. Wyjechał na operację do Moskwy, gdzie zmarł. 

## Rodzina
W 1898 ożenił się w Krakowie z aktorką Faustyną Krysińską. Ich syn Stanisław (ur. 1899) był scenografem.
Był starszym bratem Józefa Węgrzyna uważanego za jednego z najwybitniejszych polskich aktorów pierwszej połowy XX wieku. To u niego mieszkał młodszy brat, kształcąc się w Krakowie. Jego bratanek Mieczysław również był uznanym aktorem.